# Анон (фільм)
«Анон» (англ. Anon) — фантастичний трилер Ендрю Нікола. У головних ролях: Клайв Овен і Аманда Сейфрід.

## Сюжет
Дія фільму розгортається в суспільстві майбутнього, повністю контрольованому державою: тут панує тотальний нагляд, а людство позбавлене права на особисте життя. У центрі сюжету детектив Сол Фріленд знайомитися з дівчиною, яка відсутня в базі даних. В результаті чого поліцейський відкриває ворота в злочинний світ.

## В ролях
| Актор          | Роль                   |
| -------------- | ---------------------- |
| Клайв Овен     | Сол Фріленд            |
| Аманда Сейфрід | дівчина                |
| Колм Фіоре     | детектив Чарльз Ґетісс |
| Соня Волгер    | Крістен                |
| Марк О'Брайен  | Сайрус Фрір            |
| Джо Пінг       | Лестер Гудман          |

## Зйомки
Зйомки фільму почалися в вересні 2016 і проходили в Нью-Йорку.